# Burbankit
Burbankit ist ein selten vorkommendes Mineral aus der Mineralklasse der „Carbonate und Nitrate“ (ehemals Carbonate, Nitrate und Borate). Es kristallisiert im hexagonalen Kristallsystem mit der idealisierten chemischen Zusammensetzung (Na,Ca)3(Sr,Ba,Ce)3(CO3)5 – ist also chemisch gesehen ein Natrium-Strontium-Carbonat mit mehr oder weniger hohen Gehalten an Calcium, Barium und SEE sowie Thorium. Aufgrund der Gehalte an Cer und Thorium kann das Mineral radioaktiv sein.
Burbankit bildet parallel [0001] gestreifte, langprismatische, dihexagonale Kristalle von bis zu 4 cm Länge, deren Endflächen von flachen Pyramiden gebildet werden. Daneben existieren kugelig-radialfaserige sowie xenomorph-körnige Mineral-Aggregate bis zu 5 cm Größe.
Die Typlokalität des Burbankits ist das „Vermiculite Prospect No. 6“ (Koordinaten des Vermiculite Prospects No. 6) an der Quelle des Big Sandy Creeks in den Bearpaw Mountains, Hill County, Montana, Vereinigte Staaten. Die Vorkommen befinden sich auf dem Gebiet der Rocky Boy’s Indian Reservation.

## Etymologie und Geschichte

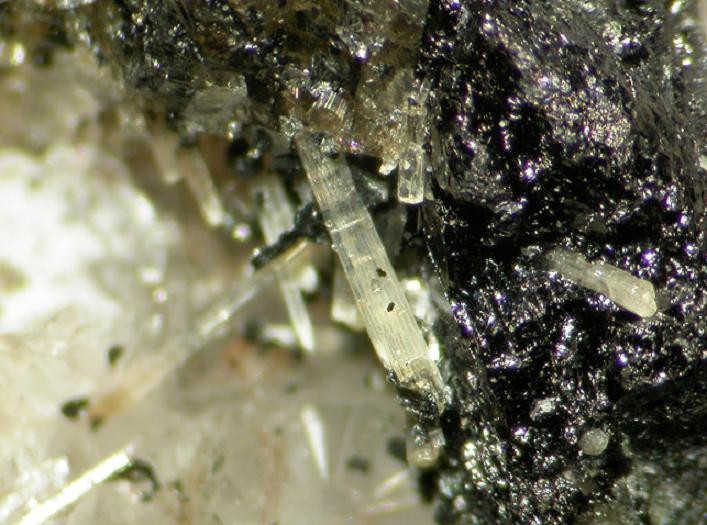
Hellrosafarbene Burbankit-Kristalle aus Poços de Caldas, Minas Gerais, Brasilien (Sichtfeld: 5 mm)

Bei der Untersuchung einer Gruppe von Silikat-Carbonat-Sulfid-Lagerstätten in den Bearpaw Mountains von Montana wurde eine Reihe von seltenerdhaltigen Carbonaten gefunden. Bei der näheren Untersuchung zweier dieser Carbonate identifizierten die US-amerikanischen Mineralogen William Thomas Pecora und Joe H. Kerr zwei Phasen, welche sich in der Folge als neue Minerale erwiesen. Im Jahre 1953 erfolgte die wissenschaftliche Erstbeschreibung dieser Minerale durch die beiden Wissenschaftler im amerikanischen Wissenschaftsmagazin „The American Mineralogist“ als Burbankit (englisch Burbankite) und Calkinsit (englisch Calkinsite). Sie benannten das erstere Mineral nach dem Geologen des United States Geological Survey Wilbur Sweet Burbank (1898–1975) in Anerkennung für seine Beiträge zur Geologie von Minerallagerstätten der westlichen Vereinigten Staaten.
Das Typmaterial für Burbankit (Typstufe) wird unter der Katalognummer 106843 (Donation U.S.G.S.) in der Sammlung des zur Smithsonian Institution gehörenden National Museum of Natural History in Washington, D.C., USA, aufbewahrt.
Aufgrund der Entdeckung und Erstbeschreibung vor 1959 zählt Burbankit zu den Mineralen, die von der International Mineralogical Association (IMA) als Grandfathered bezeichnet werden und keine IMA-Nummer besitzen.

## Klassifikation
In der mittlerweile veralteten, aber teilweise noch gebräuchlichen 8. Auflage der Mineralsystematik nach Strunz gehörte der Burbankit zur gemeinsamen Mineralklasse der „Carbonate, Nitrate und Borate“ und dort zur Abteilung der „Carbonate“, wo er zusammen mit Bütschliit, Carbocernait, Eitelit, Fairchildit, Nyerereit, Sahamalith und Shortit die „Eitelit-Sahamalith-Gruppe“ mit der System-Nr. Vb/A.05 innerhalb der Unterabteilung „Wasserfreie Carbonate ohne fremde Anionen“ bildete.
Im zuletzt 2018 überarbeiteten und aktualisierten Lapis-Mineralienverzeichnis, das sich aus Rücksicht auf private Sammler und institutionelle Sammlungen noch nach dieser veralteten Systematik von Karl Hugo Strunz richtet, erhielt das Mineral die System- und Mineral-Nr. V/B.07-040. In der „Lapis-Systematik“ entspricht dies der Abteilung „Wasserfreie Carbonate [CO3]2−, ohne fremde Anionen“, wo Burbankit zusammen mit Rémondit-(La), Rémondit-(Ce), Petersenit-(Ce), Calcioburbankit, Khanneshit, Sanrománit und Carbocernait die Burbankit-Reihe mit der System-Nr. V/B.07 bildet.
Die seit 2001 gültige und von der International Mineralogical Association (IMA) bis 2009 aktualisierte 9. Auflage der Strunz’schen Mineralsystematik ordnet den Burbankit in die um die Borate reduzierte Klasse der „Carbonate und Nitrate“ und dort in die Abteilung der „Carbonate ohne zusätzliche Anionen; ohne H2O“ ein. Diese ist allerdings weiter unterteilt nach der in der Verbindung vorherrschenden Elementgruppe (Alkali- und/oder Erdalkalimetalle), so dass das Mineral entsprechend seiner Zusammensetzung in der Unterabteilung „Alkali- und Erdalkali-Carbonate“ zu finden ist, wo es zusammen mit Calcioburbankit, Khanneshit und Sanrománit die „Burbankitgruppe“ mit der System-Nr. 5.AC.30 bildet.
Auch die vorwiegend im englischen Sprachraum gebräuchliche Systematik der Minerale nach Dana ordnet den Burbankit wie die veraltete Strunz’sche Systematik in die gemeinsame Klasse der „Carbonate, Nitrate und Borate“ und dort in die Abteilung der „Wasserfreien Carbonate“ ein. Hier ist er zusammen mit Khanneshit, Calcioburbankit und Sanrománit in der „Burbankitgruppe (Hexagonal)“ mit der System-Nr. 14.04.04 innerhalb der Unterabteilung „Wasserfreie Carbonate mit zusammengesetzter Formel A2+B2+2(CO3)4“ zu finden.

## Chemismus
Die chemische Analyse des Burbankits aus der Typpublikation stellte eine Kombination aus nasschemischen, flammenspektroskopischen (Na2O und K2O) sowie spektroskopische (SEE) Methoden dar. Eine erneute Analyse dieser Probe durch Herta Silvia Effenberger und Kollegen via Mikrosondenanalyse lieferte 11,47 % CaO; 25,08 % SrO; 11,47 % BaO; 8,34 % Na2O; < 0,03 % Y2O3; 3,37 % La2O3; 5,39 % Ce2O3; 0,46 % Pr2O3; 1,26 % Nd2O3; 0,14 % Sm2O3; 0,41 % Gd2O3; 0,05 % Tb2O3; 33,24 % CO2; Summe 100,68. Aus diesen Werten errechnet sich auf der Basis von fünf Mol CO2 die empirische Formel (Na1,78Ca0,89)Σ=2,67(Sr1,60Ba0,50Ca0,46La0,14Ce0,22Nd0,05Pr0,02Gd0,01)Σ=3,00(CO3)5. Burbankit aus Sedimenten in der Höhle „Cioclovina“ in Rumänien enthält 2,93 bis 4,00 Gew.-% ThO2 (Mittelwert 3,39 ± 0,35 Gew.-% ThO2). Diese Thorium-Gehalte sind z. T. für die schwache Radioaktivität des Burbankits verantwortlich.
Die Summe der Kationen in den Burbankit-Kristallen liegt im Bereich von 5,9 bis 6,6 und streut um den idealen Wert von 6,0. Calcium und die leichten SEE (Lanthan, Cer, Praseodym und Neodym) sind deutlich negativ korreliert. Von Carbocernait (mit Na/Ca-Verhältnissen < 1) lässt sich Burbankit durch hohe Na/Ca-Verhältnisse von deutlich > 1,0 unterscheiden. Bei ihren Untersuchungen haben Julia Belovitskaya und Igor Pekov einen speziellen Typ einer Burbankit-Mineralisation identifiziert, der sehr viel ärmer an SEE ist als andere Burbankit-Mineralisationen und der mit spezifischen Pektolith-Metasomatiten der Chibinen- und Murun-Massive in Russland verknüpft ist.
Die offizielle Formel der IMA für den Burbankit vereinfacht die Formel von Effenberger und Kollegen zu (Na,Ca)3(Sr,Ba,Ce)3(CO3)5. Die Formelschreibweise nach Strunz lautet (Na,Ca)3(Sr,Ba,Ce)3[CO3]5 und ist mit der IMA-Formel für den Burbankit identisch – jedoch ist hier wie üblich der Anionenverband in einer eckigen Klammer zusammengefasst.
Die alleinige Elementkombination Na–Ca–Sr–Ba–Ce–C–O, wie sie der offiziellen Formel der IMA für den Burbankit zu entnehmen ist, weisen unter den derzeit bekannten Mineralen (Stand 2020) neben Burbankit nur Carbocernait, (Ca,Na)3(Sr,Ce,Ba)3(CO3)5, Khanneshit, (Na,Ca)3(Ba,Sr,Ce,Ca)3(CO3)5, und die unbenannte Phase UM1990-98-CO:BaCaNaREESr, (Na,Ca)3(Sr,Ba,Ce)3(CO3)5, auf.
Burbankit kann als das Sr-dominante Analogon zum Ca-dominierten Calcioburbankit, Na3(Ca,SEE,Sr)3(CO3)5 aufgefasst werden, wobei bei letzterem unter den Kationen auf der B-Position Calcium dominiert. Eine im Jahre 1975 von Tzong T. Chen beschriebene, weitgehend SEE- und Ba-freie Burbankit-Varietät vom Mont Saint-Hilaire, deren chemische Zusammensetzung nahe Na2Ca2Sr2(CO3)5 liegt, wurde entsprechend dieser Zusammensetzung Strontioburbankit genannt.
Aus chemischer Sicht gehört Burbankit wie Khanneshit, Calcioburbankit, Rémondit-(Ce), Rémondit-(La) und Petersenit-(Ce) in die Burbankit-Gruppe, bei der es sich um eine Gruppe aus sechs Mineralen mit der allgemeinen Formel А3В3(СО3)5 und А = Na > Ca, SEE3+ oder eine Vakanz (◻) sowie B = Sr, Ca, Ba, SEE3+ und/oder Na handelt. Alle von Julia Belovitskaya und Igor Pekov untersuchten Vertreter dieser Burbankit-Gruppe (94 Analysen) können in einem isomorphen System mit den – hypothetischen – Endgliedern (Na2Ca)М2+3(CO3)5 und Na3(SEE2Na)(CO3)5, mit М2+ = Sr, Ba und/oder Ca, beschrieben werden.

## Kristallstruktur

Struktur von Burbankit in kationenzentrierter polyedrischer Darstellung und kristallographischer Standardausrichtung. Der blaue Umriss zeigt die Einheitszelle.
Farblegende: #F9DC3C Na
1. 5A96BD Ca
2. 00FF26 Sr
3. 1EEF2C Ba
4. 27FCF4 Yb
5. D1FC06 Ce
6. 5AC449 La
7. FCE105 Pr
8. 800080 Th
9. 804929 C
10. FE0300 O

Räumliche Darstellung der Struktur von Burbankit parallel zur c-Achse. Gleiche Farblegende wie in der nebenstehenden Abbildung.

Räumliche Darstellung der Struktur von Burbankit parallel zur c-Achse. Dargestellt ist nur das AO_{8}-Polyeder.

Die entsprechend der offiziellen Liste der IMA aktuelle Untersuchung zur Kristallstruktur des Burbankits stammt von Bogdan P. Onac, Heinz-Jürgen Bernhardt und Herta Silvia Effenberger. Danach kristallisiert Burbankit im hexagonalen Kristallsystem in der Raumgruppe P63mc (Raumgruppen-Nr. 186) mit den Gitterparametern a = 10,514 Å und c = 6,477 Å sowie zwei Formeleinheiten pro Elementarzelle.
John W. Anthony und Kollegen gaben für die Gitterparameter des Burbankits Bandbreiten von a = 10,41 – 10,547 Å und c = 6,250 – 6,520 Å sowie zwei Formeleinheiten pro Elementarzelle an.
In der Kristallstruktur des Burbankits existieren zwei geordnete Kationen-Positionen A und B. Die A-Position ist [6 + 2]-fach koordiniert und weist eine durchschnittliche A-O-Bindungslänge von 2,491 Å auf. Betrachtet man nur die sechs nächsten Nachbarn, zeigen sich stark verzerrte Oktaeder, die über gemeinsame Ecken zu A2O10-Ketten entlang der Achse [0001] verbunden sind. Die Einbeziehung der beiden längeren A-O-Bindungen führt zu einem trigonalen Prisma, bei dem zwei der Flächen von O3-Atomen bedeckt sind. Diese [AO8]-Polyeder sind über gemeinsame Flächen miteinander verbunden. Diese gemeinsamen Flächen (Face Sharing) scheinen aufgrund von Abstoßungseffekten eine Besetzung der A-Position durch vierwertige Thorium-Atome Th4+ zu verhindern.
Die B-Position ist [10]-fach koordiniert, wobei die durchschnittliche B-O-Bindungslänge von 2,678 Å beträgt. Von den zehn Liganden bilden vier ein basales Quadrat nahezu parallel zu einem fünfeckigen Ring mit einem O4-Atom an der Spitze. Weder die BO10-Polyeder untereinander noch BO10-Polyeder und AO8-Polyeder miteinander besitzen gemeinsame Flächen. Die Na- und Ca-Atome konzentrieren sich in dem kleineren AO8-Polyeder, wohingegen die größeren Kationen auf der B-Position sitzen.
Die Packung der A2O10-Ketten ist relativ dicht; sie bilden ein dreidimensionales Netzwerk mit zwei Arten von parallel zu [0001] verlaufenden Kanälen.
Die großen Kanäle werden von sechs A2O10-Ketten gebildet und beherbergen die B[10]-Kationen. Im Zentrum der Ketten sitzen die C2O3-Gruppen, in ihrer Umrandung die C3O3-Gruppen. Die kleinen Kanäle bestehen aus drei A2O10-Ketten, die von den C3O3-Gruppen zentriert werden. Die drei kristallographisch unterschiedlichen Carbonat-Gruppen sind planar, wobei die C-O-Bindungen zwischen 1,268 Å und 1,294 Å variieren.
Burbankit, Calcioburbankit und Khanneshit sind isotyp (isostrukturell).

## Eigenschaften

### Morphologie
An der Typlokalität findet sich Burbankit in enger Verwachsung mit Ankylit in Form von unregelmäßigen Massen und in Gängen im Calcit oder in separaten Kristallen ebenfalls im Calcit. Am Mont Saint-Hilaire in Kanada bildet Burbankit bis maximal 4 cm lange, prismatische, parallel {0001} gestreifte Kristalle, deren Endflächen von flachen Dipyramiden oder von Dipyramiden und Basispinakoid begrenzt werden. Zur Tracht der Burbankit-Kristalle vom Mont Saint-Hilaire zählen das trachtbestimmende Prisma {1010}, das Prisma {1120}, die Dipyramiden {1011} und {1121} sowie das Basispinakoid {0001} (siehe die nebenstehenden Kristallzeichnungen). Verbreitet sind hier auch Kristalle mit faserig korrodierten, „pinselartigen“ Enden sowie Kristalle, die einen undurchsichtigen, weißen, glasurartigen Überzug auf den Prismenflächen aufweisen.

Tracht und Habitus von Burbankit-Kristallen
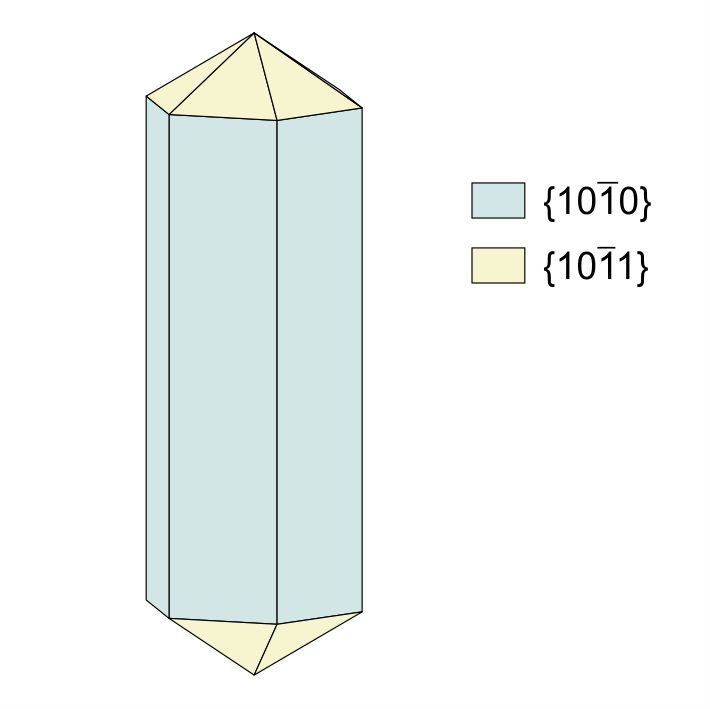
langprismatischer, flächen- und formenarmer Kristall
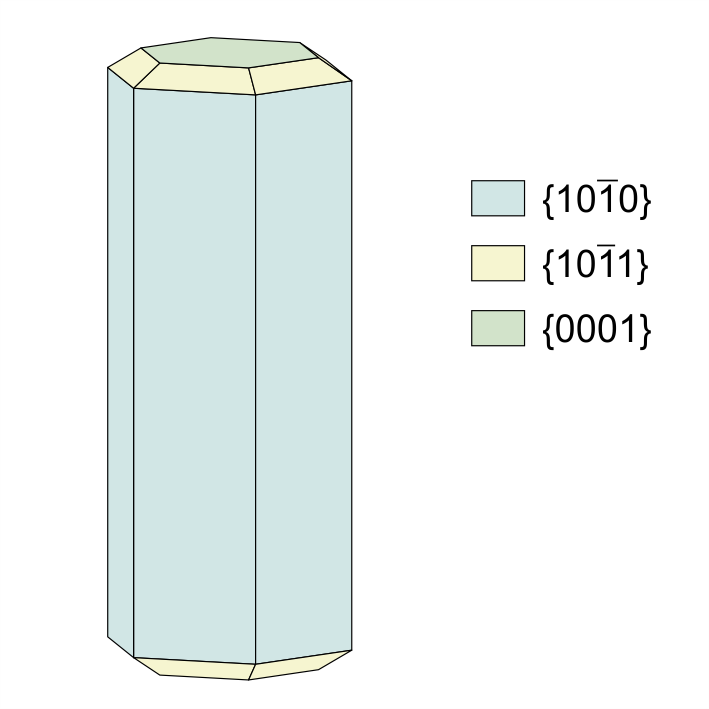
langprismatischer, flächen- und formenarmer Kristall mit dem Basispinakoid als Terminierung
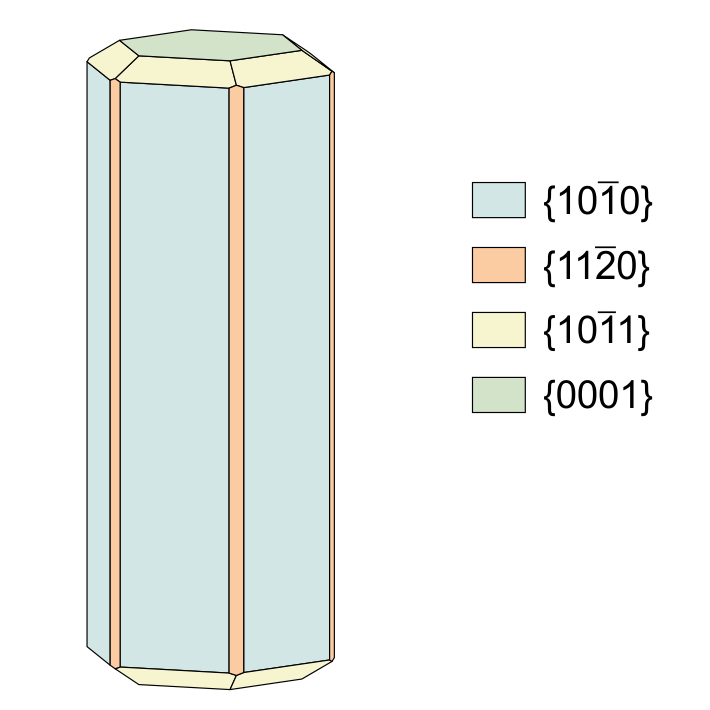
langprismatischer, formenreicher Kristall mit zwei verschiedenen Prismen
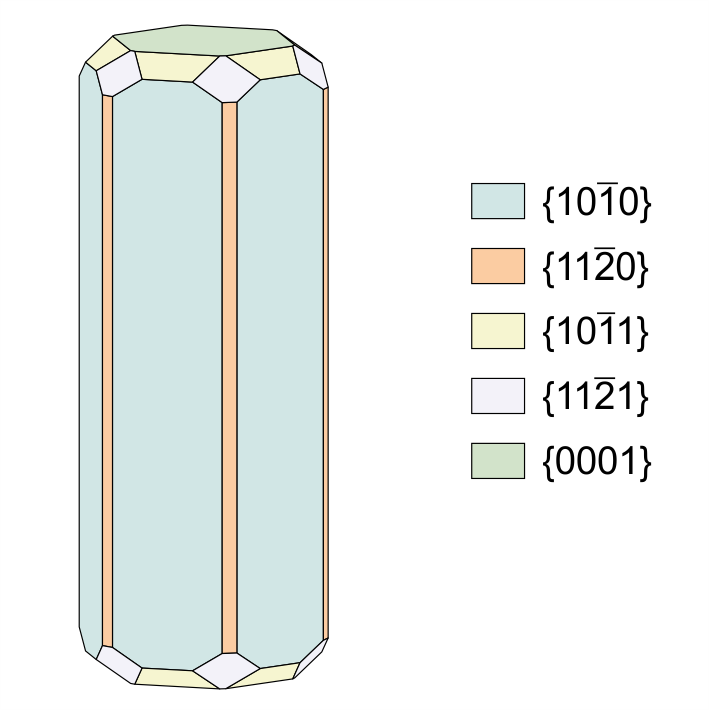
langprismatischer, formenreicher Kristall mit allen am Mont Saint-Hilaire beobachteten Flächenformen

In spät gebildeten Calcit-Karbonatiten im Alkaligesteinsmassiv der Chibinen auf der Kola-Halbinsel in Russland ist Burbankit mit 10 bis 50 Vol.-% des Gesteins sogar ein gesteinsbildendes Mineral und stellt eine primäre Phase dar. Er findet sich gewöhnlich in Form von bis zu 5 cm langen und bis 2,5 cm Durchmesser aufweisenden, prismatischen Kristallen, die gelegentlich senkrecht vom Kontakt zu den Gängen kristallisierten. Auch als tropfenförmige, bis 0,2 mm große Einschlüsse im Calcit, der mit idiomorphen, zonierten Apatit-Kristallen assoziiert ist.
Im Nebengestein des Karbonatitkomplex’ von Kalkfeld, Namibia, wurde Burbankit als häufig vorkommende Festphase in Flüssigkeitseinschlüssen identifiziert, die aus Fluiden aus dem Karbonatit stammen. Die Burbankit-Kristalle in diesen Flüssigkeitseinschlüssen erreichen allerdings nur selten Größen von über 10 µm. In der Höhle „Cioclovina“ bei Boșorod im Kreis Hunedoara, Siebenbürgen, Rumänien, tritt Burbankit in submillimetergroßen Aggregaten auf, die harte mikrokristalline Krusten und Blöcke innerhalb einer lakustrinenartigen Abfolge von Sedimenten bilden.
Burbankit findet sich auch in Form von radialfaserig-kugeligen (Green-River-Formation, Wyoming) sowie xenomorph-körnigen Mineral-Aggregaten bis zu 5 cm Größe.

### Physikalische und chemische Eigenschaften
Die Kristalle des Burbankits der Typlokalität sind blassgelb, am Mont Saint-Hilaire zitronengelb bis orangerot oder farblos, gelb und rosa und in den Chibinen gelbbraun. Nach John W. Anthony und Kollegen ist Burbankit allgemein farblos oder graugelb, blassgelb, rosa und blass grünlich gefärbt. Seine Strichfarbe wird mit graugelb angegeben. Die Oberflächen der durchscheinenden bis durchsichtigen Kristalle des Burbankits zeigen einen charakteristischen glasartigen Glanz. Burbankit besitzt entsprechend diesem Glasglanz eine hohe Lichtbrechung (nε = 1,615; nω = 1,627) und eine niedrige Doppelbrechung (δ = 0,012). Im durchfallenden Licht ist der einachsig negative Burbankit farblos und zeigt keinen Pleochroismus.
Burbankit weist eine prismatische, deutliche bis unvollkommene Spaltbarkeit nach {1010} auf. Das Mineral ist spröde, Angaben zu seinem Verhalten beim Bruch fehlen. Burbankit besitzt eine Mohshärte von 3,5 bis 4 und gehört damit zu den mittelharten Mineralen, die sich wie die Referenzminerale Calcit (Härte 3) mit einer Kupfermünze und Fluorit (Härte 4) mit einem Taschenmesser leicht ritzen lassen. Die gemessene Dichte für Burbankit beträgt 3,50 g/cm³, die berechnete Dichte je nach Autor 3,50 bis 3,54 g/cm³.
Das Mineral zeigt im langwelligen (356 nm) und im kurzwelligen (254 nm) UV-Licht eine orangerote, seltener auch rosafarbene Fluoreszenz. Der häufigste Aktivator ist Fe3+, weitere Aktivatoren sind Ce3+, Sm3+, Dy3+, Mn2+, O* und Nd3+.
Nach Untersuchungen von Sokolov und Rassulov entsprechen sowohl bei SEE-reichen als auch bei SEE-armen Burbankiten die Farbzentren wahrscheinlich nicht den Lumineszenzzentren. Burbankit und alle SEE-reichen (SEE2О3 ≈ 10,5 Gew.-%) Minerale der Burbankitgruppe sind durch violette Lumineszenz gekennzeichnet; ihre Photo- und Röntgenlumineszenzspektren enthalten immer vier Banden von Sm3+. Hydrothermale Burbankite mit niedrigen SEE-Gehalten (SEE2О3 < 3 Gew.-%) zeichnen sich durch verschiedene Lumineszenzfarben (von weißlich bis violett) und niedrigintensive Spektren ohne Sm3+-Banden aus. Sokolov und Rassulov zufolge sind für die wesentlichen Unterschiede in den Lumineszenzeigenschaften der Burbankite mit hohen gegenüber solchen mit niedrigen SEE-Gehalten die Konzentrationsverhältnisse des Luminogen-Donators (Се3+) und des Luminogen-Akzeptors (Sm3+) verantwortlich.
Burbankit ist piezoelektrisch, baut also bei intervallartiger Verformung eine elektrische Spannung auf. Er soll ferner auch pyroelektrische Eigenschaften besitzen.
Burbankit ist leicht in kalter, verdünnter Salzsäure, HCl, löslich.

## Vorsichtsmaßnahmen
Burbankit wird durch seinen Gehalt an Seltenerdelementen sowie Anteilen radioaktiver Isotope der SEE Cer und Lanthan und durch gelegentliche Gehalte an Thorium als schwach radioaktiv eingestuft und weist eine spezifische Aktivität von etwa 133 Bq/g auf (zum Vergleich: natürliches Kalium 30,346 Bq/g). Trotz der nur schwachen Radioaktivität des Minerals sollten Mineralproben von Burbankit nur in staub- und strahlungsdichten Behältern, vor allem aber niemals in Wohn-, Schlaf- und Arbeitsräumen aufbewahrt werden. Ebenso sollte eine Aufnahme in den Körper (Inkorporation, Ingestion) auf jeden Fall verhindert und zur Sicherheit direkter Körperkontakt vermieden sowie beim Umgang mit dem Mineral Atemschutzmaske und Handschuhe getragen werden.

## Bildung und Fundorte
Generell können drei genetische Haupttypen von Burbankit-Mineralisierungen unterschieden werden, die alle mit alkalischen Gesteinen verknüpft sind:
- Die größten Burbankit-Konzentrationen treten in Karbonatiten auf. Oft findet sich Burbankit in den Karbonatiten aber nur als akzessorisch gebildetes Mineral.
- Bei alkalischen Hydrothermaliten werden die größten Variationen in der chemischen Zusammensetzung beobachtet. Hier findet sich das Mineral in hyperalkalischen oder hochalkalischen  Pegmatiten (Chibinen, Lowosero), in Gängen (Vuorijärvi) oder in Hydrothermaliten von Nephelinsyeniten (Struktur Pokrovo-Kirejevo, Oblast Donezk, Ukraine).
- Ein dritter genetischer Typ besteht aus Akkumulationen von SEE-abgereichertem Burbankit, wie er in Pektolith-Metasomatiten der Massive in den Chibinen und von Murun beobachtet wird.

An seiner Typlokalität findet sich der Burbankit in engen Verwachsungen mit Ankylit in hydrothermal gebildeten Calcit-Gängen in Shonkinit-Gängen. Burbankit aus der Natrium-haltigen sedimentären Green-River-Formation (USA) ist in den meisten Fällen mit den gleichen Mineralen wie in den Karbonatiten und alkalischen Hydrothermaliten vergesellschaftet und wurde wahrscheinlich unter niedrigterthermalen Bedingungen gebildet. Burbankit entsteht also in Alkali-Carbonat-Systemen unterschiedlichster geologischer Typen, wobei der Temperaturbereich, in dem er kristallisiert, extrem breit ist.
Weitere Bildungsmöglichkeiten für Burbankit sind:
- intrusiv in einem Alkaligabbro-Syenit-Komplex[5]
- authigen in lakustrischen Sedimenten der Green-River-Formation, Utah und Wyoming[23][25]
- Authigen in Höhlensedimenten, z. B. der Höhle „Cioclovina“ in Rumänien, in Form von Ausfällungen aus schwächer alkalischen Lösungen. Das Mineral bildete sich im unteren Teil einer Wechselfolge allogener detritischer Sedimente (reiche Quelle für Ca, Na und SEE) und organikreiche Materie (Guano).[7]
- Im Nebengestein des Karbonatitkomplex’ von Kalkfeld, Namibia, als Festphase in Flüssigkeitseinschlüssen, die aus Fluiden aus dem Karbonatit stammen.[8]

Begleitminerale des Burbankits an seiner Typlokalität sind Ankylit, Calcit und Biotit. Im Resultat der Verwitterung entsteht ein poröses, flockig-pulveriges Gemenge aus Calkinsit, Lanthanit, feinkörnigem Baryt und Goethit. Am Mont Saint-Hilaire, Kanada, wird er von Analcim, Natrolith, Mikroklin, Aegirin sowie Calcit, Siderit und Ankylit begleitet. Nach anderen Angaben gehören hier Analcim, Natrolith, Zirkon, Ilmenit, Calcit und Pyrophanit zu den Paragenesemineralen des Burbankits. In den Sedimenten der Green-River-Formation wird Burbankit u. a. von Mckelveyit, Nahcolith, Trona, Pyrit, Dolomit, Oligoklas, Mikroklin, Muskovit und Quarz begleitet. In den Sedimenten der Höhle „Cioclovina“ zählen Foggit, Churchit-(Y), farbloser bis milchigweißer, nadeliger Brushit und Gips zu den Begleitern des Burbankits. In den Flüssigkeitseinschlüssen im Nebengestein des Karbonatitkomplex’ von Kalkfeld, Namibia, zählen Nahcolith, Halit, Sylvin, ein (Na,Ca,Mn,Fe)-haltiges Fluorocarbonat (möglicherweise Rouvilleit), Fluorit, (Mn,Fe)-haltiger Calcit, Kryolith, verschiedene Fe-Cu-Zn-As-Sulfide, einige Phosphate sowie ein nicht näher identifiziertes, SEE-haltiges, ebenfalls zur Burbankit-Gruppe von SEE-Carbonaten gehörendes Mineral zur Paragenese des Burbankits.
Als selten vorkommende Mineralbildung ist Burbankit (Stand 2020) neben seiner Typlokalität von rund 60 weiteren Fundpunkten bekannt.
Die Typlokalität des Burbankits ist das sich auf dem Gebiet der Rocky Boy’s Indian Reservation befindende „Vermiculite Prospect No. 6“ an der Quelle des Big Sandy Creeks in den Bearpaw Mountains, Hill County, Montana, Vereinigte Staaten.
Weitere wichtige Fundorte für Burbankit sind:
- die Uran- und SEE-Lagerstätte im Zentralteil des sich über eine Fläche von 40 km² ausdehnenden frühquartären Karbonatits im „Khanneshin-Komplex“, Dushan-District, Provinz Helmand, Afghanistan
- der gangförmige pegmatitische, durch einen Nephelinsyenit setzende Karbonatit von Cerro Sapo im Cerro-Sapo-Komplex in der Alkaligesteinsprovinz von Ayopaya, Departamento Cochabamba, Bolivien
- der Alkaligesteinskomplex „Poços de Caldas“ bei der gleichnamigen Stadt und der Karbonatit-Komplex von Araxá bei Barreiro unweit Araxá, beide im Bundesstaat Minas Gerais in Brasilien
- der Alkaligesteins-Karbonatit-Komplex der „Jacupiranga Mine“ beim gleichnamigen Ort unweit Cajati, São Paulo, Brasilien
- Eboundja (Ebounja) bei Kribi, Region Süd, Kamerun
- der im „Poudrette Quarry“ aufgeschlossene gangförmige „Poudrette-Pegmatit“ im Mont Saint-Hilaire, Regionale Grafschaftsgemeinde La Vallée-du-Richelieu, Montérégie, Québec, Kanada
- der Kalksteinbruch des „Miron Quarry“ in Montreal, Québec, Kanada
- der „Chipman-Lake-Karbonatit“ bei O’Meara Township, Thunder Bay District, Ontario, Kanada
- der Karbonatit „Shaxiongdong“ im Waldgebiet Shennongjia, Shiyan, Hubei, Volksrepublik China
- der „Ikka-Grønnedal-Komplex“ (Íka-Grønnedal) bei Kangilinnguit (Grønnedal), und der Karbonatit-Komplex „Qaqqaarsuk“ (K'áĸârssuk) bei Maniitsoq auf der gleichnamigen Insel, beide Grönland
- der „Kalkfeld-Komplex“ bei Kalkfeld unweit Otjiwarongo, Omatako, und die Okorusu Mine bei Otjiwarongo, beide Region Otjozondjupa, Namibia
- das nur aus Tiefbohrung bekannte  Alkaligesteins-Karbonatit-Massiv von Tajno, Woiwodschaft Podlachien, Polen
- die Höhle „Cioclovina“ bei Boșorod im Kreis Hunedoara, Siebenbürgen, Rumänien
- die Grube „Kapital'naja“ und der Berg „Karavai“ in den Višnevye-Bergen (Višnevogorsk), Oblast Tscheljabinsk, südlicher Ural, Föderationskreis Ural, Russland
- der Pegmatit „Hilairitovoe“ im „Apatitbergwerk Kirow“ („Kirovskii Apatite Mine“, „Kirovsky Mine“, „Kirovskii Mine“ oder „Kirov Mine“, russisch Кировский рудник) südlich des Berges Kukiswumtschorr (Kukisvumchorr) im südlichen Teil des Chibinen-Massivs, Oblast Murmansk, Halbinsel Kola, Russland
- Abbaue in den Bergen Koaschwa (Koashva), N'orkpakhk und Restin'yun, Chibinen, Oblast Murmansk, Halbinsel Kola, Russland
- das Flüsschen „Olenii Ruchei“ (russisch Олений Ручей) im Bereich des Karbonatitstocks in der Nähe der Tulilukht-Bucht (russisch залива Тульилухт) des Sees Umbosero, Chibinen, Oblast Murmansk, Halbinsel Kola, Russland
- ein Phoscorit-Karbonatit im Massiv von Kowdor in der Oblast Murmansk, Föderationskreis Nordwestrussland, Russland
- das Alkaligesteins-Ultrabasit-Massiv „Vuoriyärvi“ (russisch массив Вуориярви), Nord-Karelien, Oblast Murmansk, Halbinsel Kola, Russland
- der Pegmatit „Shomiokitovoe“ im Bergwerk Umbozero (Umbozerskii Mine bzw. Umba Mine) am Berg Alluaiw (Alluaiv), Lowosero-Tundra, Oblast Murmansk, Halbinsel Kola, Russland
- das Alkaligesteins-Massiv „Kedrovyi“ im Murunskii-Massiv am Zusammenfluss von Tschara und Tokko im Aldanhochland, der Karbonatit-Komplex „Gornoozerskii“ (Gornoe Ozero) sowie der Komplex „Arbarastakh“, alle in der Republik Sacha (Jakutien), Föderationskreis Ferner Osten, Russland
- Nephelinsyenite in der Struktur Pokrovo-Kirejevo (Pokrovo-Kireevsk), Oblast Donezk, Ukraine
- Aufschlüsse in der eozänen, lakustrischen Green-River-Formation insbesondere im Duchesne County in Utah, aber auch an anderen Stellen in Utah und Wyoming, Vereinigte Staaten
- Zeerust, Gemeinde Ramotshere Moiloa, Distrikt Ngaka Modiri Molema, Provinz Nordwest (Südafrika), Südafrika

Burbankit ist ferner aus Lagerstätten und Vorkommen in Angola, Finnland, der Mongolei, Neuseeland, Portugal und Vietnam sowie weiteren Lokalitäten in Brasilien, China, Kanada, Rumänien, Russland, Südafrika und den USA beschrieben worden. Fundorte für Burbankit aus Deutschland, Österreich und der Schweiz sind damit unbekannt.

## Verwendung
Im Gegensatz zu den anderen Mitgliedern der Burbankit-Gruppe ist der Burbankit sensu stricto ein weit verbreitetes Mineral. In SEE-Karbonatiten wie in den Chibinen, dem Alkaligesteins-Ultrabasit-Massiv „Vuoriyärvi“ oder dem Karbonatit-Komplex „Gornoe Ozero“ bilden Burbankit und seine Alterationsprodukte riesige Akkumulationen, die wichtige Rohstoffe für SEE, Sr und Ba darstellen. Darüber hinaus ist Burbankit ein bei Mineralsammlern geschätztes Mineral.